# Florijan (Klanjec)
 Florijan  falu Horvátországban Krapina-Zagorje megyében. Közigazgatásilag Klanjechez tartozik.

## Fekvése
Zágrábtól 32 km-re északnyugatra, községközpontjától  2 km-re délkeletre a Horvát Zagorje területén, a megye délnyugati részén fekszik.

## Története
1857-ben 30, 1910-ben 29 lakosa volt. Trianonig Varasd vármegye Klanjeci járásához tartozott. 2001-ben 9 lakosa volt.

## Külső hivatkozások
- Klanjec város hivatalos oldala
- Klanjec város információs portálja